# Harry Potter en de Steen der Wijzen (boek)
Harry Potter en de Steen der Wijzen (originele titel: Harry Potter and the Philosopher's Stone) is het eerste deel in de Harry Potter-serie, geschreven door de Britse schrijfster Joanne Rowling. De verhalen beschrijven het leven van de jonge tovenaar Harry Potter. Het boek werd in 2001 verfilmd.
Harry Potter en de Steen der Wijzen was de debuutroman van J.K.Rowling. Het boek werd gepubliceerd in 1997 in het Engels onder de titel Harry Potter And The Philosopher's Stone. De eerste Nederlandse vertaling, van de hand van Wiebe Buddingh' verscheen in augustus 1998 (24e druk oktober 2001)

## Samenvatting van het boek

### De Potters en de Duffelingen
Bij het huis van de Duffelingen (vader Herman Duffeling, moeder Petunia en zoontje Dirk) wachten Albus Perkamentus, het schoolhoofd van Zweinstein, hogeschool voor Hekserij en Hocus-Pocus, en Minerva Anderling, lerares aan die school, op de aflevering van een pakketje dat even later op een vliegende motorfiets wordt afgeleverd door de reusachtige Rubeus Hagrid. Het pakketje is een eenjarig kind. Dat kind is Harry Potter die een aanslag heeft overleefd waarbij zijn beide ouders James en Lily om het leven kwamen. Hagrid heeft Harry in opdracht van Perkamentus onder hun in puin gelegde huis vandaan gehaald en in veiligheid gebracht. Mevrouw Duffeling is de zus van Harry's moeder, en zijn enige familie. Ze laten Harry achter op de stoep voor de voordeur. Het enige dat ze bij hem achterlaten is een brief. Harry wordt gevonden en groeit op in hun huis aan de Ligusterlaan nummer 4 in Klein Zanikem, waar hij moet slapen in een bezemkast en wordt getreiterd door zijn verwende neefje Dirk, dat even oud is als hij. Oom en tante Duffeling hebben een enorme afkeer van de Potters omdat zij anders waren dan zij. Later in het boek wordt duidelijk dat Harry's ouders zijn vermoord door Voldemort, een grote duistere tovenaar, door middel van de Vloek des Doods (Avada Kedavra), waarna hij oog in oog kwam te staan met hun eenjarig zoontje Harry. Hij wilde ook hem om het leven brengen, maar op het moment dat Voldemort de spreuk uitsprak gebeurde er iets totaal onverwachts: zijn vloek kaatste terug en zijn gehele lichaam werd gereduceerd tot een schim. De krachteloze tovenaar wist nog te vluchten en Harry bleef ongedeerd, op een litteken op zijn voorhoofd na, in de vorm van een bliksemschicht.
Na tien jaar door zijn oom en tante volledig te zijn genegeerd, verwaarloosd en uitgebuit, wordt Harry op een ochtend wakker in zijn bezemkast onder de trap, die dienstdoet als zijn slaapkamer. Hij heeft zich altijd al afgevraagd hoe hij aan dat bliksemvormige litteken op zijn voorhoofd komt, dat hij al heeft zolang hij zich kan herinneren. De Duffelingen hebben hem verteld dat zijn ouders zijn omgekomen bij een auto-ongeluk en dat hij daarbij zijn litteken had opgelopen. Ze reppen hier echter verder met geen woord over en behandelen hem als een slaaf. Ter gelegenheid van Dirks verjaardag maken de Duffelingen – voor het eerst mét Harry, want zijn vaste oppas mevrouw Vaals, heeft haar been gebroken – een uitstapje naar de dierentuin. Daar bezoekt de familie het reptielenhuis waarin een reusachtige boa constrictor zich ligt te vervelen. Al gauw blijkt dat de slang Harry kan verstaan en omgekeerd. Dan verwijnt plots het glas van het terrarium waardoor de slang oog in oog met Dirk komt te staan, wegglijdt waarbij hij nog even naar Dirks benen hapt, en verdwijnt. De chaos is compleet. De Duffelingen zijn woest op Harry omdat ze hem verantwoordelijk houden.

### De brief van Zweinstein
Een paar weken na Dirks verjaardag ontvangt Harry een brief. Voordat hij de brief echter kan lezen, pakt zijn oom hem af. Hij stuurt Harry en Dirk de kamer uit om de brief samen met Petunia te lezen. Hij schrikt en verscheurt de brief meteen, en stuurt Harry naar zijn bezemkast. De volgende ochtend is er opnieuw een brief voor Harry. Oom Herman is hem echter opnieuw te snel af en verbrandt de brief. Al gauw komen er volgende ladingen brieven, opnieuw allemaal voor Harry bedoeld. Oom Herman timmert de brievenbus dicht maar ook dat mag niet baten, want de brieven vinden linksom of rechtsom wel een manier om het huis binnen te dringen. Ze komen zelfs door de schoorsteen gevlogen. Om de brieven te ontvluchten besluit oom Herman om tijdelijk naar een andere plek te verhuizen met zijn gezin. De meest briefvrije plek blijkt een eilandje met een oud, gehavend hutje erop te zijn, gevestigd in een woeste zee met storm en wind. Volgens oom Herman zal niemand nu nog een brief durven sturen, tot ergernis van Harry die nu toch wel heel benieuwd is wie hem zo dringend wil spreken. Die nacht, wanneer Harry net elf is geworden, dringt er een reusachtige man binnen in het huisje. Het is Hagrid, dezelfde persoon die Harry tien jaar geleden uit het puin van het huis van zijn overleden ouders heeft gehaald en naar de Duffelingen heeft gebracht. Hij komt de mysterieuze brief persoonlijk aan Harry overhandigen. De Duffelingen zijn razend, maar Hagrid negeert hen volledig. In de brief wordt Harry door Perkamentus uitgenodigd om naar een toverschool genaamd Zweinstein te gaan. Hagrid vertelt Harry terloops dat hij een tovenaar is en dat zijn ouders niet zijn omgekomen in een auto-ongeval (zoals de Duffelingen altijd beweerd hebben), maar vermoord werden door Heer Voldemort (ook wel Jeweetwel genoemd; omdat de tovenaarsgemeenschap zo bang voor hem is dat niemand zijn naam durft uit te spreken). Hagrid legt ook aan Harry uit dat hij zijn bliksemvormige litteken op zijn voorhoofd aan Voldemort te danken heeft, al weet hij ook niet goed hoe hij het precies heeft opgelopen. Hagrid bezorgt Dirk een varkensstaart en neemt, na een korte verbale strijd te hebben geleverd met oom Herman, Harry mee.

### De Wegisweg
Harry en Hagrid gaan de volgende dag samen Harry's schoolspullen halen aan de Wegisweg, een winkelstraat voor tovenaars in Londen. Bij de tovenaarsbank Goudgrijp komt Harry te weten dat zijn ouders hem een fortuin hebben nagelaten. Hij haalt wat geld voor zijn schoolspullen. Hagrid moet van Perkamentus nog een klusje opknappen en hij opent kluis 713 om daar vervolgens een mysterieus klein pakje uit te halen. Harry wil weten wat het is, maar Hagrid vertelt hem dat dat strikt geheim is.
Harry krijgt van Hagrid een sneeuwuil voor zijn verjaardag. Deze zijn immers heel handig omdat ze post kunnen versturen en bezorgen in de tovenaarswereld. Harry besluit zijn uil Hedwig te noemen, nadat hij in een boek over de geschiedenis van de Toverkunst de naam toevallig tegenkwam en deze wel mooi vond.
Terwijl Hagrid de sneeuwuil koopt, gaat Harry bij Olivander een toverstok halen. Na verschillende stokken geprobeerd te hebben, vindt Olivander uiteindelijk de juiste toverstok voor Harry. Het is een soepele toverstok van 27,8 cm lang, die gemaakt is uit hulst en feniksveer. Olivander vertelt dat "Hij Die Niet Genoemd Mag Worden" een toverstok heeft waarin een staartveer van dezelfde Feniks verwerkt zit als in die van Harry.

### Perron 9¾
Harry's trein naar Zweinstein vertrekt op 1 september van perron 9¾ op King's Cross Station te Londen. Hij wordt door zijn oom en tante naar het station gebracht, omdat ze die dag naar Londen moeten om Dirks varkensstaart eraf te laten halen. Als de Duffelingen hem hebben achtergelaten, kan Harry het perron niet vinden. Hij vraagt een conducteur om hulp, maar die loopt geërgerd weg, ervan overtuigd dat Harry een loopje met hem neemt. Harry loopt verder en ziet een roodharige vrouw met vijf kinderen, vier jongens en een meisje. Hij hoort ze praten over Dreuzels (niet-magische mensen) en over perron 9¾. Harry stapt op de vrouw af. Hij vraagt hoe hij op perron 9¾ moet komen en ze vertelt hem dat hij simpelweg door de muur tussen perron 9 en 10 moet stappen om er te komen. De eerste jongen (Percy) en een tweeling, (Fred en George) demonstreren hoe het moet; ze lopen met hun bagage dwars door de muur en verdwijnen uit het zicht. De vrouw legt uit dat haar jongste zoon (Ron Wemel) ook voor het eerst naar Zweinstein gaat en zo leert Harry Ron kennen. Harry volgt Ron door de muur en een tel later komt hij op perron 9¾ terecht, waar de zogenaamde Zweinsteinexpres klaar staat voor vertrek. Harry en Ron stappen samen met de andere leerlingen op de trein en nemen afscheid van mevrouw Wemel en haar dochtertje Ginny (dat nog te jong is om naar Zweinstein te gaan).

### De Zweinsteinexpres
Even later in de Zweinsteinexpres (die richting Zweinstein vertrekt), besluiten Harry en Ron een coupé te delen. Ron is erg gefascineerd door het feit dat hij met de beroemde Harry Potter, "de jongen die bleef leven", in één coupé zit en hij stelt Harry de ene vraag na de andere over zijn litteken en over Voldemorts aanslag op zijn ouders. Plotseling komt er een meisje binnen met lange haren en vraagt of iemand een pad heeft gezien. Een andere jongen, Marcel Lubbermans, is namelijk zijn huisdier kwijt. Harry en Ron hebben de pad niet gezien. Het meisje, Hermelien Griffel ziet dat Ron op het punt stond een toverspreuk uit te spreken en blijft even staan om te kijken. Ze blijkt een betweterig type te zijn, en is ook een eerstejaars, net zoals Harry en Ron. Hermelien blijkt al veel over Harry en zijn litteken in diverse boeken te hebben gelezen. Na verloop van tijd maakt Harry ook nog kennis met Rons broers, de tweelingen Fred en George, en komt een andere jongen, Draco Malfidus, de coupé binnen. Hij probeert Harry over te halen zich bij hem en zijn twee vrienden aan te sluiten, maar beledigt daarbij Ron en diens familie, en daarmee is de vijandschap tussen Harry en Malfidus een feit.

### Zweinstein
Uiteindelijk arriveert de Zweinsteinexpres op het station van Zweinsveld, een dorpje vlak bij de school. De eerstejaars worden opgewacht door terreinknecht en sleutelbewaarder Hagrid. Volgens traditie moeten de eerstejaars met roeibootjes over het Grote Meer varen om Zweinstein te bereiken. De leerlingen van andere jaren gaan met koetsen (die zich ogenschijnlijk uit zichzelf lijken voort te bewegen maar in feite worden voorgetrokken  
door onzichtbare terzielers). Bij het kasteel wacht professor Anderling hen op. Ze vergezelt hen vervolgens naar de Grote Zaal waar het welkomstfeest en de Sorteerceremonie zullen plaatsvinden. De Sorteerhoed zal de eerstejaars gaan indelen over de vier verschillende afdelingen van Zweinstein: Griffoendor, Ravenklauw, Huffelpuf en Zwadderich. Harry, Ron en Hermelien komen uiteindelijk terecht bij Griffoendor en hun vijand Draco Malfidus wordt ingedeeld in Zwadderich, waar, zoals Ron aan Harry vertelt, alle "duistere" tovenaars terechtkomen. Tijdens zijn welkomstwoord heet professor Perkamentus iedereen welkom en meldt hij dat alle leerlingen uit de buurt van het Verboden Bos moeten blijven en dat niemand de rechtergang op de derde verdieping mag betreden.
Harry ontdekt tijdens zijn eerste vliegles (op behekste bezems) dat hij uitstekend kan vliegen en hij wordt, na een incident met Malfidus om de Geheugensteen van Marcel Lubbermans, benoemd tot jongste Zoeker (een positie bij Zwerkbal, een tovenaarssport) in honderd jaar. Harry komt te weten dat zijn vader ook een goede Zwerkbalspeler was.

### Halloween
Harry en Ron worden door Malfidus uitgedaagd. Hij stelt dat Harry en Ron niet om middernacht durven af te spreken. Zo'n uitdaging kunnen ze niet naast zich neerleggen en ze gaan op zoek naar Malfidus. Hermelien, die de straffen voor Griffoendor al aan ziet komen, probeert ze tegen te houden maar gaat uiteindelijk met ze mee. Ze komen per ongeluk terecht op de verboden derde verdieping. Op de vlucht voor conciërge Argus Vilder (een Snul) komen de drie terecht in een kamer met een driekoppige hond. Hermelien merkt dat het wezen op een luik staat en mogelijk iets bewaakt.
Tijdens het Halloweenfeestje in de Grote Zaal meldt professor Krinkel, leraar Verweer Tegen de Zwarte Kunsten, dat er een trol ronddwaalt in de kerkers. Maar feitelijk is de trol aanwezig in de meisjestoiletten, waar Hermelien na een aanvaring met Ron zit te huilen. Wanneer Harry en Ron beseffen dat Hermelien in de problemen zit, gaan ze haar zoeken om haar te waarschuwen. Ze stuiten echter op de trol die de meisjestoiletten is binnengegaan, waar Hermelien zichzelf heeft opgesloten. Harry en Ron nemen het tegen de trol op. Nadat de trol is verslagen worden Harry en Ron pas echt goede vrienden met Hermelien.

### Zwerkbal
Tijdens Harry's eerste Zwerkbalwedstrijd lijkt zijn bezem plots behekst. De bezem probeert Harry eraf te schudden. Hermelien ziet dat professor Sneep, met zijn blik gefixeerd op Harry, woorden mompelt. Hermelien en Ron verdenken meteen Sneep, en zijn ervan overtuigd dat die met Zwarte Kunsten Harry heeft behekst. Hermelien gaat naar hem toe en steekt zijn mantel in brand om te voorkomen dat Sneep Harry van zijn bezem krijgt. De betovering wordt inderdaad verbroken en Harry wint alsnog de wedstrijd door de Snaai te vangen, hoewel hij hem bijna inslikte.

### De Onzichtbaarheidsmantel
Met Kerstmis krijgt Harry van een dan nog onbekend persoon een Onzichtbaarheidsmantel, die hij erfde van zijn vader. De drager van de mantel is volkomen onzichtbaar. Harry gebruikt de mantel om de verboden afdeling in de bibliotheek te doorzoeken op zoek naar informatie over Nicolaas Flamel (de naam die Hagrid er per ongeluk uitflapte tijdens zijn laatste bezoek bij hem thuis). Harry komt te weten dat Flamel de maker is van de Steen der Wijzen, die het Levenselixer produceert dat de drinker onsterfelijk maakt.
Harry ziet even later Sneep informatie vragen aan Krinkel om erachter te komen hoe hij langs de driekoppige hond moet komen. Krinkel zegt echter dat hij van niets weet. Harry, Ron en Hermelien zijn nu zeker dat Sneep de Steen wil stelen om Voldemort weer tot leven te wekken en hem een eigen lichaam te geven. Hagrid ontkent echter dat Sneep in het complot zit.

### Het Verboden Bos
Hagrid heeft enkele maanden daarvoor in een kroeg in Zweinsveld een Drakenei cadeau gekregen van een mysterieuze man met een kap, in ruil voor een geheim. Hagrid noemt de uitgekomen draak, die een Noorse Bultrug blijkt te zijn, Norbert. Enkele weken later wordt Norbert echter te groot en gevaarlijk om te kunnen houden (bovendien is het bij wet verboden om draken te houden). Met tegenzin staat Hagrid Norbert af aan Charlie Wemel, Rons oudere broer. Enkele van Charlie's vrienden komen Norbert om middernacht bij de Astronomietoren ophalen. Ook Malfidus komt hiervan te weten. Harry en Hermelien (Ron lag in de ziekenzaal) worden even na Malfidus gevat door Argus Vilder, de conciërge van de school. Ook Marcel Lubbermans zag dat Harry niet in zijn bed lag en hij gaat ze in het kasteel zoeken, maar wordt vrijwel onmiddellijk gesnapt door professor Anderling. Ze krijgen alle vier straf. Ze moeten met Hagrid mee het Verboden Bos in, om te zoeken naar een gewonde Eenhoorn. Harry ziet even later een in mantel gehulde figuur die het bloed van een dode Eenhoorn drinkt. Dit figuur wil Harry aanvallen maar wordt weggejaagd door Firenze, een Centaur. Hij vertelt Harry dat het bloed van een Eenhoorn genezende krachten heeft en de drinker een oneindig, hoewel vervloekt, leven kan laten leiden. Hij vertelt ook dat de gemantelde vreemdeling weleens Voldemort zou kunnen zijn.

### De Steen der Wijzen
Harry, Hermelien en Ron komen te weten dat Hagrid, terwijl hij dronken was, in een café een gemantelde vreemdeling heeft verteld hoe hij langs de driekoppige hond kan komen. Harry, Ron en Hermelien denken dat die persoon Sneep was en ze willen verhinderen dat hij de Steen probeert te stelen. Die nacht proberen ze met behulp van muziek Pluisje (zo noemt Hagrid de hond) in slaap te krijgen en door het luik te gaan. Diep beneden Zweinstein wachten hen echter verschillende hinderlagen.
De eerste hinderlaag is een plant, Duivelsstrik. Hermelien weet er uit te komen , maar Ron en Harry werken zich in de nesten en worden zachtjes gewurgd door de tentakels van het Duivelsstrik. Hermelien weet uiteindelijk met een spreuk Ron en Harry  op het nippertje te bevrijden.
Het tweede obstakel bevindt zich in een ruime kamer met een zwevende bezem en rondvliegende sleutels. De deur naar de volgende kamer blijkt gesloten en er zit voor Harry niets anders op dan op de bezem te kruipen en achter de juiste sleutel aan te vliegen en deze te grijpen. Na enige moeite slaagt Harry er in de juiste sleutel te bemachtigen en hij snelt met Ron en Hermelien naar de volgende kamer.
Het derde obstakel bestaat uit een immens schaakbord en Harry en Ron weten al meteen wat hen te wachten staat. Enkel door het spel te winnen krijgen ze toegang tot de volgende kamer. Ron kruipt op het paard, Harry neemt de loper en Hermelien neemt de toren voor haar rekening. Na verschillende zetten winnen ze het spel, doordat Ron zichzelf heeft opgeofferd door zichzelf te laten slaan door de Koningin, en bewusteloos wordt geslagen.
Harry en Hermelien gaan verder naar de volgende ruimte waarin ze een bewusteloze trol aantreffen. Blijkbaar was Sneep hen al voor en heeft hij de trol bewusteloos geslagen. In de volgende ruimte moeten Harry en Hermelien een toverdrankraadsel oplossen. Hermelien weet met haar logica het raadsel tot een goed eind te brengen. Harry drinkt een van de toverdranken en kan door de deur naar de volgende kamer. Hermelien neemt een andere toverdrank in waardoor ze terug kan keren naar Ron en hem verder kan verzorgen. Ze stuurt een uil naar Perkamentus en wacht bij Ron totdat er hulp arriveert.
Harry gaat alleen verder en komt in de volgende kamer oog in oog te staan met niemand minder dan professor Krinkel. Eerst begrijpt Harry het niet, maar Krinkel legt uit dat hij in opdracht van Voldemort gedurende het hele schooljaar heeft getracht Harry te vermoorden. Krinkel legt ook uit dat niet Sneep, maar hij een toverspreuk heeft gebruikt op Harry tijdens het Zwerkbaltoernooi, en dat Sneep hem juist heeft willen beschermen. Harry komt te weten dat Krinkel al een tijdje op zoek is naar de Steen der Wijzen in opdracht van Heer Voldemort. In de ruimte waarin Harry en Krinkel zich bevinden staat ook de Spiegel van Neregeb. Krinkel dwingt Harry in de spiegel te kijken en Harry ziet zichzelf met de steen in zijn broekzak en plotseling voelt hij ook in het echt dat de steen in zijn broekzak zit, want enkel diegene die de Steen niet zal gebruiken voor eigen belang, krijgt hem werkelijk in bezit. Als Krinkel vraagt wat Harry ziet in de spiegel liegt Harry en zegt dat hij zichzelf met de zwerkbal cup ziet en dat Perkamentus zijn hand schudt. Dan weerklinkt plotseling de stem van Voldemort en hij blijkt te huizen in Krinkels lichaam. Hij weet wel van de Steen en geeft Krinkel de opdracht de Steen van Harry af te pakken. Maar Harry weert Krinkel af en door het lichaamscontact voelen beiden een helse pijn: Harry voelt zware steken in zijn litteken en Krinkels huid brandt weg. Dit komt doordat de haat die in Krinkel zit, het goede niet kan verdragen. Harry valt door de pijn in zijn litteken bewusteloos op de grond en Krinkel schreeuwt het uit van de brandende pijn. Professor Perkamentus komt nog net op tijd om Harry te redden, maar te laat om Voldemort te stoppen. De Heer van het Duister laat Krinkel sterven en gaat er als schim vandoor.

### Slot
In de ziekenzaal vertelt Perkamentus Harry dat zijn moeder stierf om hem te beschermen. Hij vertelt ook dat de Steen der Wijzen wordt vernietigd om geen verdere problemen te veroorzaken. Nicolaas Flamel en zijn vrouw zullen dan sterven, omdat het Levenselixer opraakt. Harry vraagt aan Perkamentus waarom Voldemort juist hém wilde vermoorden. Perkamentus zegt hierop dat hij nog te jong is om dat te begrijpen, en dat hij het hem zal vertellen als hij er klaar voor is. Harry gelooft dat Voldemort andere manieren zal zoeken om terug te keren.
Aan het einde van het schooljaar worden de afdelingspunten bekendgemaakt. Griffoendor staat op de laatste plaats en Zwadderich op de eerste. Perkamentus meldt echter dat hij nog een paar laatste punten moet toekennen. Na aan Harry, Ron, Hermelien en Marcel de laatste punten uitgereikt te hebben, is Griffoendor alsnog de winnaar. Het verhaal eindigt als alle leerlingen uitbundig feestvieren en na het feest met de Zweinsteinexpres terug naar huis gaan en Harry weer naar de Duffelingen moet.

## Trivia
- In de Verenigde Staten werd het boek uitgegeven onder de naam Harry Potter and the Sorcerer's Stone, omdat er door de uitgevers gedacht werd dat de meeste Amerikanen niet bekend waren met het fenomeen 'Philosopher's Stone' en het feitelijk een spannende beschrijving is van Harry Potter´s fictieve loopbaan als tovenaarsleerling en totaal niets heeft uit te staan met filosofie.